# Night on Bröcken
Night on Bröcken è l'album di debutto dei Fates Warning, ed è stato pubblicato nel 1984. In occasione dei 20 anni di vita della Metal Blade Records il disco è stato ristampato con 4 tracce aggiuntive ed una copertina diversa.

## Tracce
1. Buried Alive – 4:40 (Matheos, Arch)
2. The Calling – 5:04 (Matheos, Arch)
3. Kiss of Death – 4:38 (Matheos, Arch)
4. Night on Bröcken – 5:30 (Matheos, Arduini, Arch)
5. S.E.K. (instrumental) – 1:20 (musica: Matheos)
6. Misfit – 5:06 (Arduini, Arch)
7. Shadowfax (instrumental) – 3:16 (musica: Matheos)
8. Damnation – 6:27 (Matheos, Arch)
9. Soldier Boy – 6:25 (Arduini, Arch)

Durata totale: 42:26

### Tracce bonus della ristampa del 2002
1. Last Call (Misfit Demo 1984) – 5:39 (Arch)
2. The Calling (Rehearsal 1983) – 4:36 (Matheos, Arch)
3. Kiss of Death (Live at L'Amour 1985) – 4:35 (Matheos, Arch)
4. Flight of Icarus (Rehearsal 1983, Iron Maiden cover) – 5:18 (Smith, Dickinson)

## Formazione
- John Arch - voce
- Jim Matheos - chitarra
- Victor Arduini - chitarra
- Joe DiBiase - basso
- Steve Zimmerman - batteria